# Distichlicoccus digitariae
Distichlicoccus digitariae är en insektsart som beskrevs av Williams och Granara de Willink 1992. Distichlicoccus digitariae ingår i släktet Distichlicoccus och familjen ullsköldlöss. Inga underarter finns listade i Catalogue of Life.